# اختلال انفجاری متناوب
اختلال انفجاری متناوب یک اختلال رفتاری است که از طریق انفجار ناگهانی خشم و خشونت، اغلب تا مرز غیظ، که نسبت به وضعیت پیش آمده نامناسب است (برای مثال جیغ زدن ناگهانی نسبت به رویدادهایی که نسبتاً بی‌اهمیت هستند) شناسایی می‌شود. تجاوز تهاجمی پیش‌بینی نشده‌است و توسط واکنش نامتناسب به هر نوع واقعه تحریک‌آمیز واقعی یا درک شده تعریف می‌شود. بعضی از افراد تغییرات عاطفی را قبل از فوران خشم گزارش کرده‌اند (به عنوان مثال تنش، تغییرات خلقی، تغییرات انرژی و غیره).
این اختلال در حال حاضر در راهنمای تشخیصی و آماری اختلالات روانی (DSM-5) تحت دسته «مخرب، کنترل تکانه و اختلالات رفتاری» طبقه‌بندی شده‌است. این اختلال به خودی خود به راحتی تشخیص داده نمی‌شود و اغلب همراه با سایر اختلالات خلقی، به ویژه اختلال دوقطبی مشاهده می‌شود. یک سوم افراد یک نمونه تحقیقاتی که مبتلا به IED تشخیص داده شده‌اند، گزارش داده‌اند که انفجار خشم آن‌ها زودگذر بوده (کمتر از یک ساعت) و با علائم مختلف جسمی (عرق کردن، لکنت، تنگی نفس، تکان دادن، تپش قلب) همراه بوده‌است. و در مواردی تکرار حملات در ساعات پیاپی در بازه زمانی طولانی‌تر (تا یک روز) گزارش شده‌است. اعمال تهاجمی معمولاً همراه با احساس تسکین و در بعضی موارد لذت است، اما اغلب پس از آن با پشیمانی همراه است.
در مواردی بیماران گزارش داده‌اند که خاطره ای از اعمال تهاجمی در ذهنشان ندارند و احساسی شبیه این دارند که گویا آن زمان در خواب بوده‌اند. در چنین مواردی بیمار ممکن است با اطمینان کامل، واقعیت اعمالی که انجام داده‌است را منکر شود.

## نشانه‌ها
فوران‌های انفجاری با هشدار کم یا بدون هشدار و به‌طور ناگهانی رخ می‌دهد و معمولاً کمتر از ۳۰ دقیقه طول می‌کشند. این دوره‌ها ممکن است به‌طور مکرر یا با فاصله زمانی رخ دهد (فاصله‌های زمانی شامل دوره‌های غیرپرخاشگرانه‌ای می‌شود که ممکن است تا هفته‌ها یا ماه‌ها طول بکشد). طغیان‌های کلامی ممکن است با شدت کمتری بین دوره‌های پرخاشگری فیزیکی رخ بدهد. فرد ممکن است تحریک پذیر، تکانشی، پرخاشگر یا بیشتر اوقات به‌طور مزمن پرخاشگر باشد.
موارد زیر ممکن است مقدم بر دوره‌های پرخاشگرانه یا همراه با آن‌ها باشد:
- غیظ
- تحریک پذیری
- افزایش انرژی
- افکار سبقت جو (فکری که از فکر دیگر سبقت می‌گیرد)
- مور مور شدن
- رعشه
- تپش قلب
- تنگی قفسه سینه

طغیان‌های رفتاری و کلامی انفجاری متناسب با موقعیت نیست، بدون تفکر در رابطه با عواقب آن رخ می‌دهد و می‌تواند شامل این موارد شود:
- از کوره دررفتن
- با تندی صحبت کردن
- جروبحث کردن
- داد زدن
- زدن، تنه زدن، هل دادن
- دعواهای فیزیکی
- تخریب اموال
- تهدید یا حمله به مردم و حیوانات

بعد از دوره‌ها ممکن است احساس آرامش و خستگی بکنید. اما بعدتر ممکن است احساس ندامت، پشیمانی یا خجالت ایجاد شود.

## تشخیص

### تشخیص DSM-5
راهنمای تشخیصی و آماری اختلالات روانی (DSM-5) که توسط انجمن روان‌پزشکی آمریکا منتشر شده‌است، اغلب توسط متخصصین سلامت روان (روان‌پزشک یا روان‌شناس) برای تشخیص اختلالات روانی مورد استفاده قرار می‌گیرد. این راهنما برای تشخیص اختلال انفجاری متناوب، ملاک‌های زیر را مطرح کرده‌است:
- فوران‌های رفتاری راجعه (عودکننده) که نشانگر نقص در کنترل تکانه‌های پرخاشگری است و به صورت یکی از موارد زیر نمایان می‌شود:
  1. پرخاشگری کلامی (مانند از کوره دررفتن، ایرادگیری، جربحث یا جنگ کلامی) یا پرخاشگری فیزیکی نسبت به اموال، حیوانات یا سایر افراد که به صورت دو بار در هفته و به‌طور متوسط برای یک دوره سه‌ماهه روی می‌دهد. این پرخاشگری فیزیکی باعث آسیب دیدن یا تخریب اموال و جراحت جسمانی حیوانات یا دیگر افراد نمی‌گردد.
  2. سه فوران رفتاری مرتبط با آسیب زدن یا تخریب اموال یا حمله جسمانی به حیوانات یا دیگر افراد که در یک دوره ۱۲ ماهه روی می‌دهد.
- شدت پرخاشگری ابراز شده در طول فوران‌های راجعه (عودکننده) به‌طور چشمگیری نا متناسب با محرک یا هر نوع استرس زای روانی اجتماعی آشکارساز است.
- این فوران‌های پرخاشگری از پیش برنامه‌ریزی شده نیست (یعنی تکانشی یا مبتنی بر خشم است) و به قصد دستیابی به هدف‌های ملموس (مانند پول، قدرت، ارعاب) صورت نمی‌گیرد.
- این فوران‌های پرخاشگری باعث آشفتگی چشمگیری در فرد می‌گردد یا به تخریب کارکرد شغلی یا بین فردی منجر می‌گردد یا با پیامدهای مالی یا قانونی همراه است.
- سن تقویمی دستکم ۶ سال (یا معادل سطح رشدی آن) است.[۵]

## چه زمانی به دکتر رجوع کنیم؟
اگر شما فکر می‌کنید که رفتارهای توصیف شده در رابطه با اختلال انفجاری متناوب را دارید، با دکترتان در رابطه با این موضوع صحبت کنید و از او بخواهید که شما را به یک متخصص سلامت روانی (روان‌پزشک یا روان‌شناس) ارجاع دهد.

## علل پیدایش
عواملی که در ادامه ذکر شده‌است، احتمال گسترش اختلال انفجاری متناوب را افزایش می‌دهد:
- تاریخچه‌ای از سوءاستفاده جسمی. افرادی که هنگامی که در دوران کودکی مورد سوءاستفاده قرار گرفته‌اند یا چندین حادثه شوک‌آور را تجربه کرده‌اند، احتمال خطر بالاتری برای مبتلا شدن به اختلال انفجاری متناوب دارند.
- تاریخچه‌ای از دیگر اختلالات روانی. افرادی که اختلال شخصیت ضداجتماعی، اختلال شخصیت مرزی یا اختلالات دیگری دارند که شامل رفتارهای مخرب می‌شوند از قبیل اختلال کم توجهی- بیش فعالی (ADHD)، احتمال خطر بیشتری برای مبتلا شدن به اختلال انفجاری متناوب دارند.[۴]

## عوارض
افرادی که مبتلا به اختلال انفجاری متناوب هستند، احتمال خطر آن‌ها در موارد زیر افزایش پیدا می‌کند:
- روابط بین فردی آسیب دیده. دیگران اغلب این افراد را به عنوان کسانی می‌شناسند که همیشه عصبانی هستند. آن‌ها ممکن است دعواهای کلامی مکرر داشته باشند یا می‌توانند سوءاستفاده جسمی‌کنند. این اعمال می‌تواند منجر به مشکلات روابطی، طلاق و استرس خانواده شود.
- مشکل در کار، خانه یا مدرسه. دیگر عوارض اختلال انفجاری متناوب ممکن است شامل از دست دادن شغل، تعلیق مدرسه، تصادف ماشین، مشکلات اقتصادی یا مشکل با قانون شود.
- مشکلاتی در رابطه با خلق و خو. اختلالات خلقی از قبیل افسردگی و اضطراب اغلب با اختلال انفجاری متناوب رخ می‌دهد.
- مشکلاتی در رابطه با سوءمصرف الکل و دیگر مواد. به وجود آمدن مشکلاتی در رابطه با دارو یا الکل اغلب همراه با اختلال انفجاری متناوب رخ می‌دهد.
- مشکلات سلامت جسمی. مشکلات طبی در این افراد رایج تر هستند و می‌تواند شامل فشار خون بالا، دیابت، بیماری قلبی و سکته، زخم معده و درد مزمن شود.
- آسیب به خود. آسیب‌های عمدی یا اقدام برای خودکشی گاهی رخ می‌دهد.[۴]

## درمان
تنها یک درمان خاص برای هر کسی که مبتلا به اختلال انفجاری متناوب است، وجود ندارد. درمان اختلال انفجاری متناوب عمدتاً شامل روان درمانی (فردی و گروهی)، آموزش والدین و دارو درمانی می‌شود.
- روان درمانی
- آموزش والدین
- دارودرمانی. انواع مختلفی از داروها ممکن است در درمان اختلال انفجاری متناوب کمک‌کننده باشد. داروها ممکن است شامل ضدافسردگی‌های خاص (مخصوصاً بازدارنده‌های انتخابی بازجذب سروتونین یا SSRIs)، تثبیت‌کننده‌های خلقی ضد تشنج یا دیگر داروها شود.[۶]